# Oraristrix brea
Oraristrix brea är en förhistorisk utdöd fågel i familjen ugglor inom ordningen ugglefåglar. Den beskrevs som ny för vetenskapen 1933 utifrån lämningar hittade i Rancho La Brea Tar Pits utanför Los Angeles i amerikanska Kalifornien. Arten har dock senare påträffats nära Carpentaria, även det i Kalifornien. Alla fynd har gjorts i asfaltslager daterade till sen pleistocen. Inledningsvis placerades den i Strix, men har nyligen lyfts ut i det egna släktet Oraristrix. Jämfört med nu levande arter i Strix och Bubo hade den längre ben i förhållande till vingbredden, vilket tolkas som att den var mer marklevande.